# 南村輟耕錄
《南村輟耕錄》，又稱《輟耕錄》，共三十卷，元末陶宗儀作品。

## 簡介
陶宗儀元末避亂松江華亭南郊，一边教书，一邊耕作。農暇時，在樹蔭下摘採樹葉子，隨手在葉子上寫劄記，寫完放在盎內；太陽下山後，把盎埋在树下，如此十餘年，後由其門生加以整理，得五百八十餘條，因自号南村，故名《南村輟耕錄》。
《南村輟耕錄》所記多是瑣聞筆記，以元代為主，宋代次之，多記典章、文物、風俗、軍事，如《旗聯》、《權臣擅權》、《為將嗜殺》等條目；又论及小說、戲劇、書畫等，如《敘畫》、《雜劇曲名》等條目，“凡六合之內，朝野之間，天理人事，有關於風化者，皆採而錄之”。卷二十四《黃道婆》條目，記載紡織女的事蹟。卷二十四“勾欄壓”，記載至元二十二年（1362年）松江一勾欄棚頂崩塌，壓死“入勾闌觀排戲者”四十二人之事。總之，《南村輟耕錄》內容龐雜，有一些資料是陶宗儀親身經歷，如卷十四“人臘”條中記述小人人臘（乾屍）出售，身長只有六寸多一點；陶宗儀善於摘抄前人史料，加以考證辨偽，史料價值和學術價值都很高。
汉语中的“三姑六婆”一词，就出自《南村輟耕錄》。“三姑者：尼姑、道姑、卦姑也；六婆者：牙婆、媒婆、师婆、虔婆、药婆、稳婆也。盖与三刑六害同也。人家有一于此，而不致奸盗者，几希矣。若能谨而远之，如避蛇蝎，庶乎净宅之法。”